# Carpenter Creek
Carpenter Creek är ett vattendrag i Kanada.   Det ligger i provinsen British Columbia, i den södra delen av landet, 3 100 km väster om huvudstaden Ottawa.
Runt Carpenter Creek är det glesbefolkat, med 18 invånare per kvadratkilometer.